# 절제

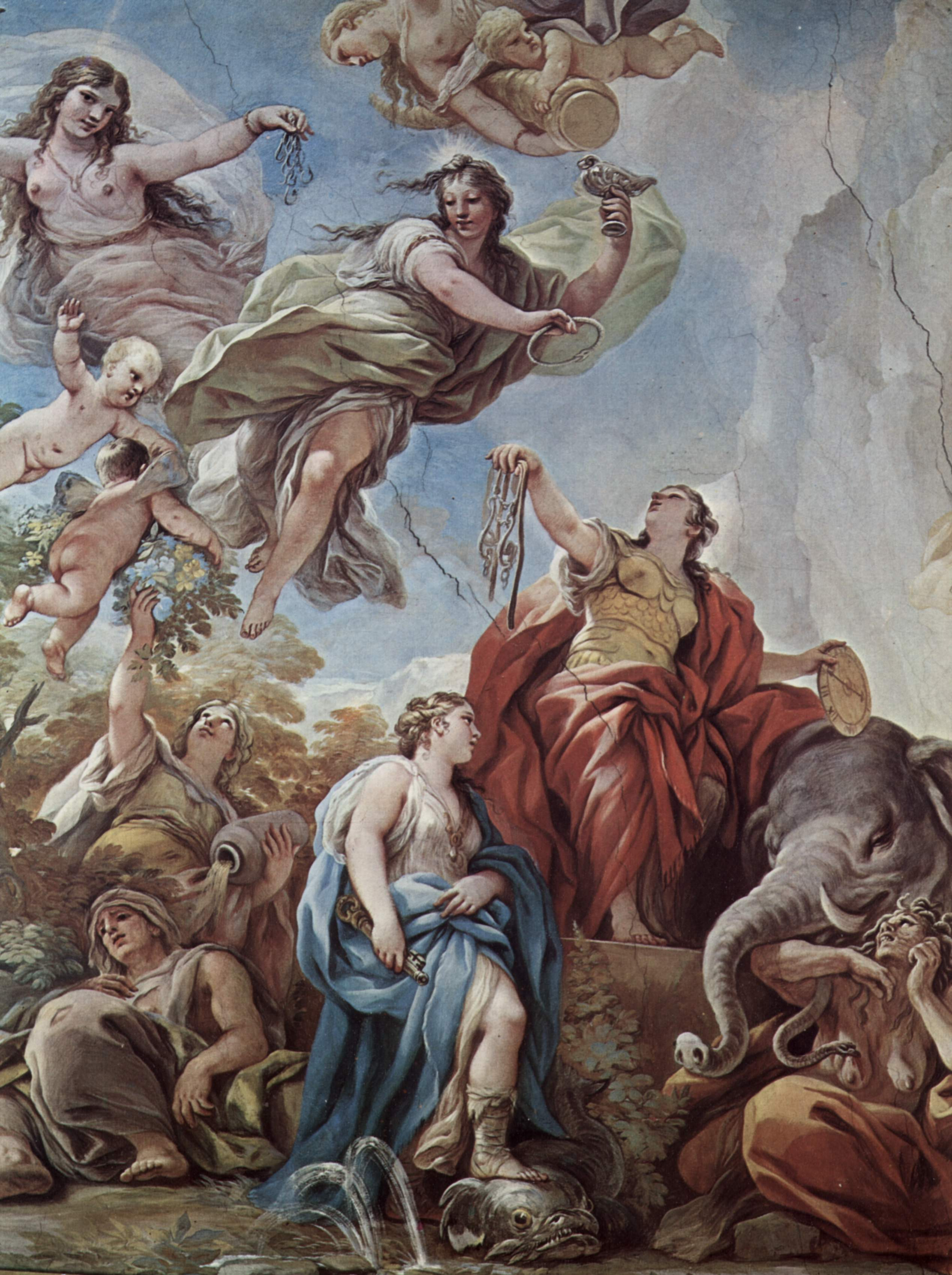
루카 조르다노 작, 템페란티아

절제(節制)는 조정 또는 자발적 자제로 정의된다. 일반적으로 개인이 자발적으로 무언가를 하지 않는 것으로 설명된다. 여기에는 비폭력과 용서의 형태로 보복을 자제, 겸손과 겸허의 형태로 오만을 자제, 신중함의 형태로 과도한 사치나 뿌려지는 과잉과 같은 초과를 자제, 평온과 자기통제의 형태로 무언가에 대한 과도한 분노나 갈망을 자제 등이 포함된다.
절제는 종교 사상가, 철학자, 최근에는 심리학자, 특히 긍정 심리학 운동에서 덕으로 묘사되었다. 고전적인 도상법에서, 미덕은 종종 물을 다른 곳으로 옮기는 두 개의 용기를 가진 여자로 묘사된다. 이는 그리스 철학과 기독교에서 발견된 서구 사상의 추덕 중 하나이며 불교와 힌두교와 같은 동양 전통에서도 그러하다.
절제는 긍정 심리학 분류에서 지혜, 용기, 인류애, 정의 및 초월을 포함한 6가지 미덕 중 하나이다. 그것은 일반적으로 초과에 대한 통제로 특징 지어지며 순결, 겸허, 겸손, 자기조절, 환대, 예의, 자제, 용서, 자비와 같은 특성을 통해 표현된다. 이들 각각은 성욕, 허영심 또는 분노와 같은 충동을 과도하게 억제하는 것과 관련이 있다.
용어 "절제"는 또한 특히 금주 운동과 관련하여 술의 부재 (절대금주주의)를 지칭할 수 있다. 술 조절을 가리킬 수도 있다.

## 철학적 관점

### 그리스 문명

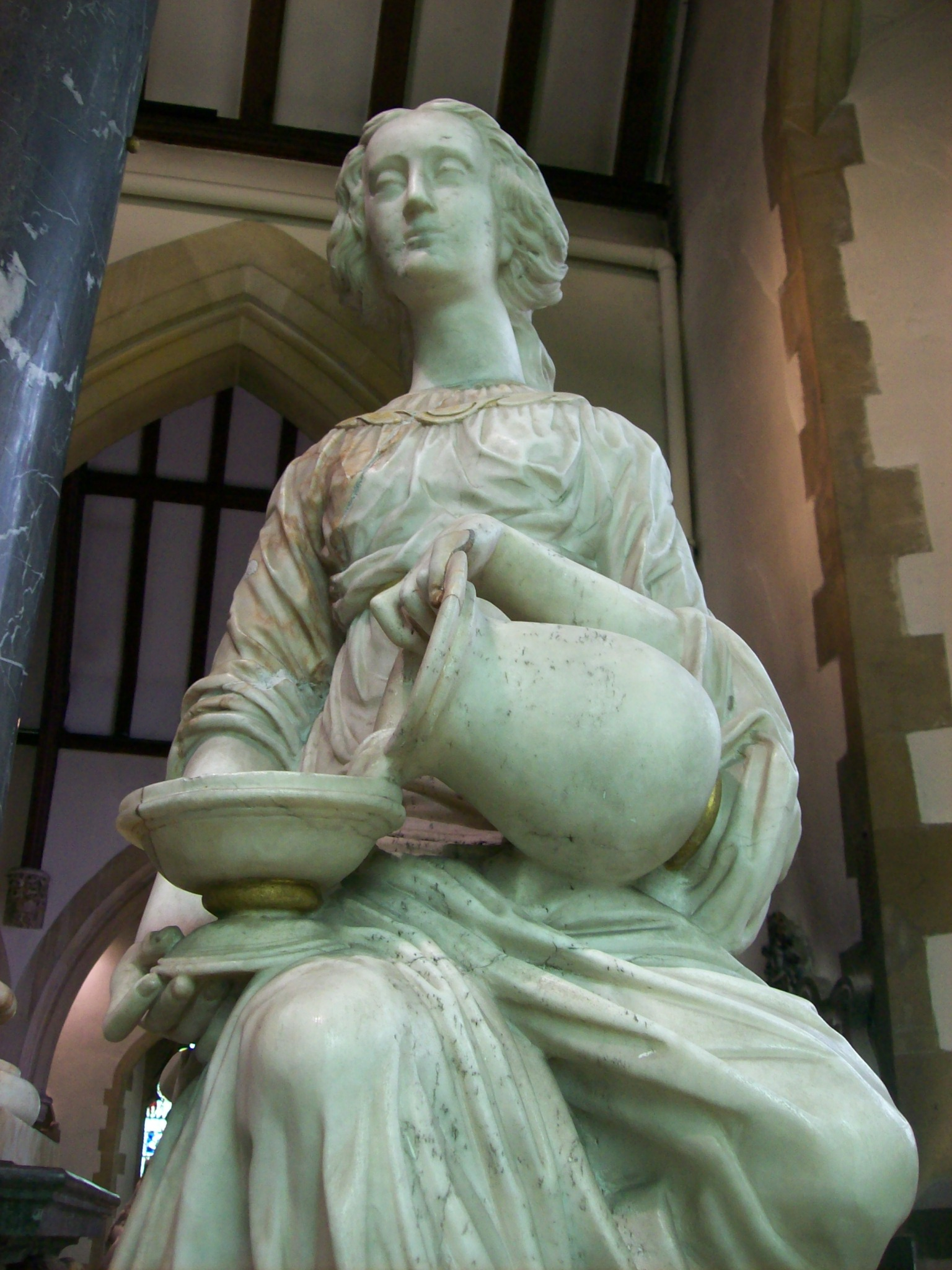
칠럼의 세인트 메리 교회에 있는 니콜라스 스톤이 만든 더들리 디그스 기념비의 절제상

고대 그리스어에는 영어로 "temperance"로 번역된 두 단어가 있다. 첫 번째, sôphrosune는 주로 "자제력"을 의미했다. 다른 하나인 enkrateia'는 아리스토텔레스 시대에 만들어진 단어로 "자기 통제" 또는 "자기 훈련"을 의미했다. Enkrateia는 성경에 세 번 나타나며, 킹 제임스 성경에서는 "temperance"로 번역되었다.
절제의 현대적 의미는 처음 사용된 이후로 진화했다. 라틴어에서 tempero는 (힘이나 분노로부터의) 자제를 의미하지만, 더 넓게는 적절한 균형 또는 혼합 (특히, 온도 또는 화합물의)을 의미한다. 따라서 "검을 담금질하다"는 금속 칼을 단련하는 가열 및 냉각 과정을 의미한다. 라틴어는 또한 통치 및 통제를 의미했으며, 이는 온건한 방식(즉, 과도한 힘을 사용하지 않는 방식)을 의미했을 가능성이 높다.
절제는 플라톤이 옹호한 주요 아테네 미덕이다. 자제력(sôphrosune)은 이상적인 도시의 네 가지 핵심 미덕 중 하나이다. 플라톤의 초기 대화록 중 하나인 "카르미데스"에서는 절제를 묘사하려 시도하지만, 적절한 정의에 도달하지 못한다.

### 아리스토텔레스
아리스토텔레스는 자신의 선구적인 덕 윤리학 체계에서 절제와 자기 통제에 대한 논의를 포함했다.
아리스토텔레스는 절제의 영역을 육체적 쾌락으로 제한하고, 절제를 자기 방종과 구별되는 "쾌락에 대한 중용"으로 정의한다. 용기처럼 절제는 "우리 본성의 비합리적인 부분"(용기의 경우 두려움, 절제의 경우 욕망)을 훈련하는 미덕이다.
그의 논의는 니코마코스 윤리학 3권 10~12장에 나오며, 다음과 같이 결론을 맺는다.
절제하는 사람의 욕구는 이성과 조화를 이루어야 한다. 왜냐하면 둘의 목표는 숭고한 것이기 때문이다. 절제하는 사람은 마땅히 원하는 것을 마땅한 때에 마땅한 방식으로 원하며, 이것은 또한 이성이 지시하는 바이다. 그러므로 이것을 절제에 대한 설명으로 볼 수 있다.
일반적으로 미덕과 마찬가지로 절제는 연습을 통해 습득되는 일종의 습관이다. 그것은 열정이나 능력이 아니라 성격 상태이며, 특히 과도함과 부족함 사이의 중용을 선택하는 성향이다. 중용은 달성하기 어렵고, 추론이 아니라 지각으로 파악된다.
미덕적인 행동을 하는 데서 오는 쾌락은 미덕적인 성향을 얻었음을 나타내는 신호이다. 절제는 우리의 욕망을 우리의 깨달은 자기 이익과 일치시켜, 우리 자신의 번영에 가장 좋은 것을 원하도록 하는 것이다.
아리스토텔레스가 "방탕한"(ἀκόλαστος)이라는 단어를 사용했는데, 이는 그리스어로 "징계받지 않은"을 의미했다. 이는 방탕한 사람이 미숙하고 훈련되지 않았으며, 아직 잘 사는 법을 배우지 못했음을 암시한다.

### 마르쿠스 아우렐리우스
로마 황제이자 스토아 철학자인 마르쿠스 아우렐리우스는 자신의 명상록에서 절제를 "쾌락에 대한 사랑에 반대되는 미덕"으로 정의한다.(VIII.39) 그는 절제가 인간을 동물과 구별한다고 주장하며 다음과 같이 썼다.
이성적이고 지적인 운동의 고유한 임무는 자신을 제한하고 감각이나 욕구의 운동에 의해 압도되지 않는 것이다. 왜냐하면 둘 다 동물적이기 때문이다. 그러나 지적인 운동은 우위를 주장하며 다른 것에 의해 압도되는 것을 허용하지 않는다.
마르쿠스에게 이성적 능력은 욕구에 의해 사용되기보다는 욕구를 이해하기 위해 존재한다. 명상록 9권에서 그는 다음과 같은 조언을 한다. "환상을 지우고, 욕망을 억제하며, 식욕을 억누르고, 지배하는 능력을 제어하라."
마르쿠스는 아버지에게서 영감을 받았다. 마르쿠스는 아버지를 "모든 상황에서 만족하며", "모든 일에서 절제를 보였고", "부적절한 시간에 목욕을 하지 않았고, 집을 짓는 데 열중하지 않았으며, 먹는 것에 호기심을 갖지 않았고, 옷의 질감이나 색깔, 노예의 아름다움에 대해서도 그렇지 않았다"고 기억했다. 마르쿠스는 절제가 어렵지만 중요하다고 썼다. 그는 자신의 아버지를 소크라테스와 유사하다고 호의적으로 평가했다. 소크라테스는 "많은 사람이 너무 약해서 삼가할 수 없는 것들을 삼가할 수 있었고, 과도함 없이 즐길 수 없었던 것들을 즐길 수 있었다. 그러나 이 둘을 모두 견딜 수 있을 만큼 강하고, 다른 것에서 절제할 수 있는 것은 완벽하고 무적의 영혼을 가진 사람의 특징이다"라고 썼다.

### 토마스 아퀴나스
토마스 아퀴나스는 그의 신학대전에서 절제의 범위를 "인간의 덕으로서 절제는 감각적인 쾌락에 대한 욕망을 다룬다"고 정의한다.:I.Q59 그는 "절제의 대상은 촉감의 탐욕과 관련된 쾌락에 대한 선"이라고 명시하여 '감각적인 쾌락'을 정교화한다. 그는 또한 절제를 감각적인 쾌락의 자제와 연결함으로써 정의하는데, 이는 감각적인 고통의 단순한 인내와는 대조되는 구별이다. 그는 "절제하는 사람은 촉감의 쾌락을 삼가는 것 때문에, 그 반대되는 고통을 피하지 않는 것보다 더 칭찬받는다"고 주장하며 이 구별을 강조한다.
아퀴나스에게 절제는 쾌락 자체와 결코 모순될 필요가 없다. "절제하는 사람은 모든 쾌락을 피하는 것이 아니라, 절도 없고 이성에 반하는 쾌락을 피한다." 예를 들어, 그는 음식과 성을 논하는데, 절제하는 방식으로 접근할 때 이들은 절제라는 미덕과 모순되지 않으면서 인간의 생존 요구 사항을 충족시킨다.
그러므로 촉감으로 지각되는 선이며, 개인 또는 종족의 인간 생명 유지를 위한 것, 예를 들어 식탁이나 성관계의 쾌락이라면, 이는 절제라는 덕에 속할 것이다.

### 미셸 드 몽테뉴
마르쿠스 아우렐리우스와 비슷하게 프랑스 철학자 미셸 드 몽테뉴는 자신의 에세이 '경험에 대하여'에서 절제가 영혼을 고양시킨다고 썼다.
영혼의 위대함은 전진하고 나아가는 것만큼이나 자신을 다스리고 제한하는 방법을 아는 데 있다. 그것은 충분한 모든 것을 위대하게 여기며, 탁월한 것보다 온건한 것을 선호함으로써 자신을 증명한다.
 몽테뉴는 마르쿠스와 달리 절제가 쾌락에 대한 사랑에 반대되기보다는 쾌락을 증진시킨다고 믿는다. "방탕은 쾌락의 해충이며, 절제는 그 채찍이 아니라 오히려 그 양념이다." 아퀴나스와 마찬가지로 몽테뉴는 올바른 도덕적 맥락에서 절제와 쾌락 사이에 모순이 없다고 본다. 오히려 그는 "방탕과 과도가 비난받지 않을 만큼 정당하고 합법적인 쾌락은 없다"고 믿는다. 예를 들어, 그는 결혼 생활에서의 성적 쾌락에 대한 절제된 접근 방식을 칭찬한다. "결혼은 엄숙하고 종교적인 유대이므로, 거기서 얻는 쾌락은 진지하고 진중한 즐거움이어야 하며, 일종의 엄숙함과 섞여야 한다. 그것은 일종의 신중하고 양심적인 쾌락이어야 한다."
몽테뉴는 또한 절제의 어려움에 대해서도 논한다. 그는 쾌락을 절제하는 것이 불행을 초래하는지에 대해 다음과 같이 사색한다.
그러나 솔직히 말해서, 그 동안 인간은 가장 비참한 존재가 아닌가? 자연적인 조건으로는 순수하고 완전한 쾌락 하나를 맛보기도 어렵고, 그런데도 그는 자신이 가진 작은 것을 줄이기 위해 교리와 계율을 고안해야 한다. 예술과 학문을 통해 자신의 비참함을 증대시키지 않으면 아직 충분히 불행하지 않다.
에세이 '취기에 대하여'에서 몽테뉴는 절제가 욕망의 가능성을 완전히 배제할 수도 없고 그래서도 안 된다는 것을 받아들인다. "사람이 자신의 경향을 억제하고 조절하는 것으로 충분하다. 그것들을 완전히 억누르는 것은 그에게 불가능하다." 그러나 '의지를 다스리는 것에 대하여'에서 몽테뉴는 경향을 억제하지 못하는 것에 대해 경고한다. "우리가 우리의 필요와 소유를 더 크게 할수록, 우리는 운명의 타격과 역경에 더 많이 노출된다."

### 프랜시스 베이컨
영국 철학자 프랜시스 베이컨은 그의 저서 학문의 진보에서, 마르쿠스와 몽테뉴처럼 감각과 욕망에 직면하여 절제를 지키는 것의 어려움을 인식한다. 그는 "애정이 바람처럼 혼란과 교란을 일으키지 않는다면, 마음은 본성상 절제되고 안정적일 것이다"라고 썼다.:XXII.6 그는 이 문제가 특히 물질적 안락의 안정감을 누릴 만큼 운이 좋은 사람들에게 적용된다고 믿는다. 이들에 대해 그는 "크고 갑작스러운 행운은 대개 사람들을 좌절시킨다"고 말하며, 부유한 사람들은 자신의 부에 감정적으로 집착하지 말아야 한다는 시편 62:10의 조언을 인용한다.

### 존 밀턴
실낙원에서 영국 시인이자 혁명 공화주의자 존 밀턴은 대천사 미카엘이 절제, 즉 그가 "너무 지나치지 않는 규칙"이라고 부르는 것의 가치를 설명하게 하는데, 그는 이 미덕이 절제하는 사람에게 장수를 부여하는 이점이 있다고 말한다.
미카엘이 말했다, 네가 잘 지키면

절제가 가르쳐준 지나치지 않는 규칙을

네가 먹고 마시는 것에서, 거기서 얻는 것은

탐식적인 쾌락이 아니라 마땅한 영양분이어야 하니,

네 머리 위로 많은 해가 돌아오기까지:

그리하여 너는 익은 과일처럼 네 어미의 품에 떨어지거나

쉽게 거두어지고, 거칠게 뽑히지 않고, 죽음에 이를 때까지 살 것이다.

그러나 밀턴은 마르쿠스, 몽테뉴, 베이컨처럼 절제를 얻는 것의 어려움을 잘 알고 있었다. 그의 에세이 아레오파지티카에서 그는 절제가 좋은 욕망과 악한 열정을 구별하는 데 있어서 신중함을 요구하지만, 이 신중함은 유혹에 대한 이해, 즉 방탕한 사람을 악한 욕구의 지배 아래로 이끌 수 있는 친숙함에서만 나온다고 쓴다. "온갖 유혹과 겉보기 즐거움을 가진 악덕을 이해하고 숙고하면서도 삼가고, 구별하고, 진정으로 더 나은 것을 선호할 수 있는 자가 진정한 순례자 기독교인이다."

### 블레즈 파스칼
프랑스 철학자 블레즈 파스칼에게 절제는 만족할 수 없는 욕망과 완전히 결핍된 욕망이라는 두 극단 사이의 균형을 존중한다. 몽테뉴처럼 파스칼은 마르쿠스 아우렐리우스가 주장했던 욕망을 완전히 소멸시키는 것은 불가능하다고 믿지만, 파스칼은 욕망의 억제를 요구한다. 그는 자신의 팡세에서 "자연은 우리를 너무나 잘 중심에 두어서, 저울의 한쪽을 바꾸면 다른 쪽도 바뀐다"고 썼다. 예를 들어, 그는 독서와 와인 마시는 행위에 있어 균형 잡힌 절제를 요구한다. "너무 빨리 읽거나 너무 느리게 읽으면 아무것도 이해하지 못한다." "와인이 너무 많거나 너무 적다. 그에게 와인을 주지 않으면 진실을 찾을 수 없고, 너무 많이 주면 똑같다."

### 이마누엘 칸트
독일 철학자 이마누엘 칸트는 그의 저서 도덕 형이상학의 첫 번째 장에서 절제를 "애정과 열정의 절제, 자기 통제, 그리고 침착한 숙고"의 덕으로 탐구하며, 절제가 모든 인간 존재의 잠재력에 필수적이고 유익한 요소라고 칭찬하기까지 한다. 비록 그는 마르쿠스 아우렐리우스를 포함한 고대 철학자들이 이 덕을 거의 무조건적으로 받아들였다고 생각하지만 말이다. 반면에 칸트는 절제가 악의를 가진 사람들의 악행의 효과를 증대시킬 수 있다고 경고함으로써 절제를 제한한다. "왜냐하면 선한 의지의 원칙이 없다면, [절제]는 극히 나쁘게 될 수 있으며, 악당의 냉정함은 그를 훨씬 더 위험하게 만들 뿐만 아니라, 그것이 없었을 때보다 우리 눈에 훨씬 더 혐오스럽게 만든다." 따라서 칸트에게 절제는 다른 미덕들을 보완할 때 가장 중요한 도덕적 효과를 발휘한다.
판단력비판에서 칸트는 예술과 과학이 합리성을 날카롭게 함으로써 순전히 동물적 또는 감각적 욕망, 즉 그가 '감각적 경향성'이라고 명명한 것에 직면하여 절제를 함양하는 데 도움을 준다고 썼다.
아름다운 예술과 과학은 보편적으로 전달 가능한 즐거움과 사회의 세련됨을 통해 인간을 도덕적으로 더 나은 존재로 만들지는 못하더라도 문명화시키고, 그리하여 인간을 이성만이 권위를 가질 수 있는 지배력을 위한 준비를 시킨다.

### 존 스튜어트 밀
존 스튜어트 밀은 그의 저서 자유론에서 절제에 대해 쓴다. 그는 무절제한 행동에 대한 법률을 지지하며 수사적인 질문을 던진다.
도박, 음주, 부도덕, 나태, 불결함이 행복에 해롭고 개선에 큰 방해가 되는 정도가 법으로 금지된 많은 행위와 같거나 더하다면, 왜 (묻건대) 법은 실행 가능성과 사회적 편의에 부합하는 한 이러한 것들도 억제하려고 노력하지 않아야 하는가?:151–152
밀은 또한 무절제에 대한 여론 형성을 지지한다.
그리고 법의 불가피한 불완전함을 보완하기 위해, 여론은 적어도 이러한 악덕에 맞서 강력한 경찰력을 조직하고, 그것을 실행하는 것으로 알려진 자들에게 사회적 벌칙을 엄격하게 부과해야 하지 않는가?:152
 그러나 밀은 개인의 친한 친구나 가족에게 영향을 미치는 종류의 무절제가 아니라 사회 전반에 영향을 미치는 종류의 무절제에 대한 공개적인 처벌을 옹호하며, 술 취한 경찰관의 예를 든다. "단지 술에 취했다는 이유만으로 아무도 처벌받아서는 안 된다. 그러나 군인이나 경찰관은 근무 중에 술에 취했을 때 처벌받아야 한다.":154

### 찰스 다윈
자연주의자 찰스 다윈은 그의 저서 인간의 유래에서 절제를 함양하는 인간의 능력에 대한 강한 믿음을 표현한다.
인간은 양심에 의해 촉진되어, 오랜 습관을 통해 완벽한 자기 통제력을 얻게 될 것이며, 그의 욕구와 열정은 결국 그의 사회적 공감과 본능, 그리고 동료들의 판단에 대한 그의 감정에 즉시 그리고 투쟁 없이 굴복하게 될 것이다. 여전히 배고프거나 여전히 복수심에 불타는 사람은 음식을 훔치거나 복수를 감행할 생각조차 하지 않을 것이다.
따라서 다윈에게 인간의 사회성은 일정 수준의 개인적인 자제력을 요구하며, 이는 사회화된 사람이 시간이 지남에 따라 실천하는 방식이다. 다윈은 또한 절제가 한 세대에서 다음 세대로 전달될 가능성에 대한 그의 믿음을 진술한다. "자기 통제 습관은 다른 습관처럼 유전될 수 있으며, 앞으로 보게 되겠지만 심지어 그럴 가능성이 높다."

## 종교

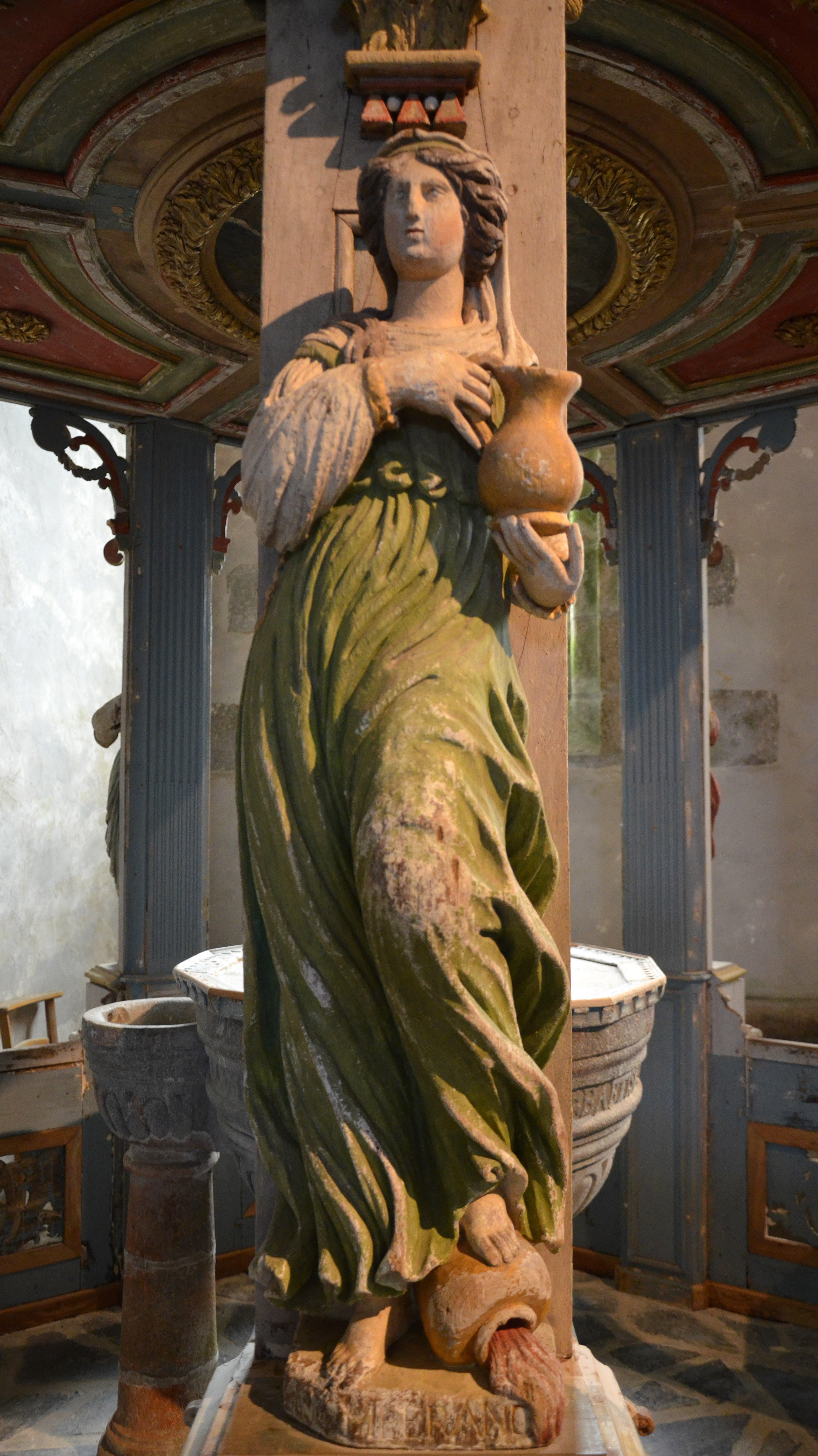
절제의 묘사 (1683년 작, 프랑스 코마나의 브르타뉴 세례 교회의 제단 덮개를 장식한 채색 목조 조각). 절제의 발은 와인 주전자를 기울여 물 주전자를 내민다

절제의 주제는 문화와 시대를 초월하여 나타난다.

### 불교
절제는 팔정도의 필수적인 부분이다. 길의 여섯 번째 단계인 "바른 노력"에는 indriya-samvara가 포함되는데, 이는 "감각 문을 지키는 것" 또는 "감각 자제"로 번역된다. 종종 첫 가르침으로 여겨지는 담마짝까빠왓따나 경에서 붓다는 팔정도를 감각적 탐닉과 자기 고행의 극단 사이의 중용인 중도로 묘사한다. 오계(pañca-sila)의 세 번째와 다섯 번째 계율은 절제의 가치를 반영한다. "감각적 쾌락에 관한 잘못된 행위"와 음주를 피해야 한다.

### 기독교

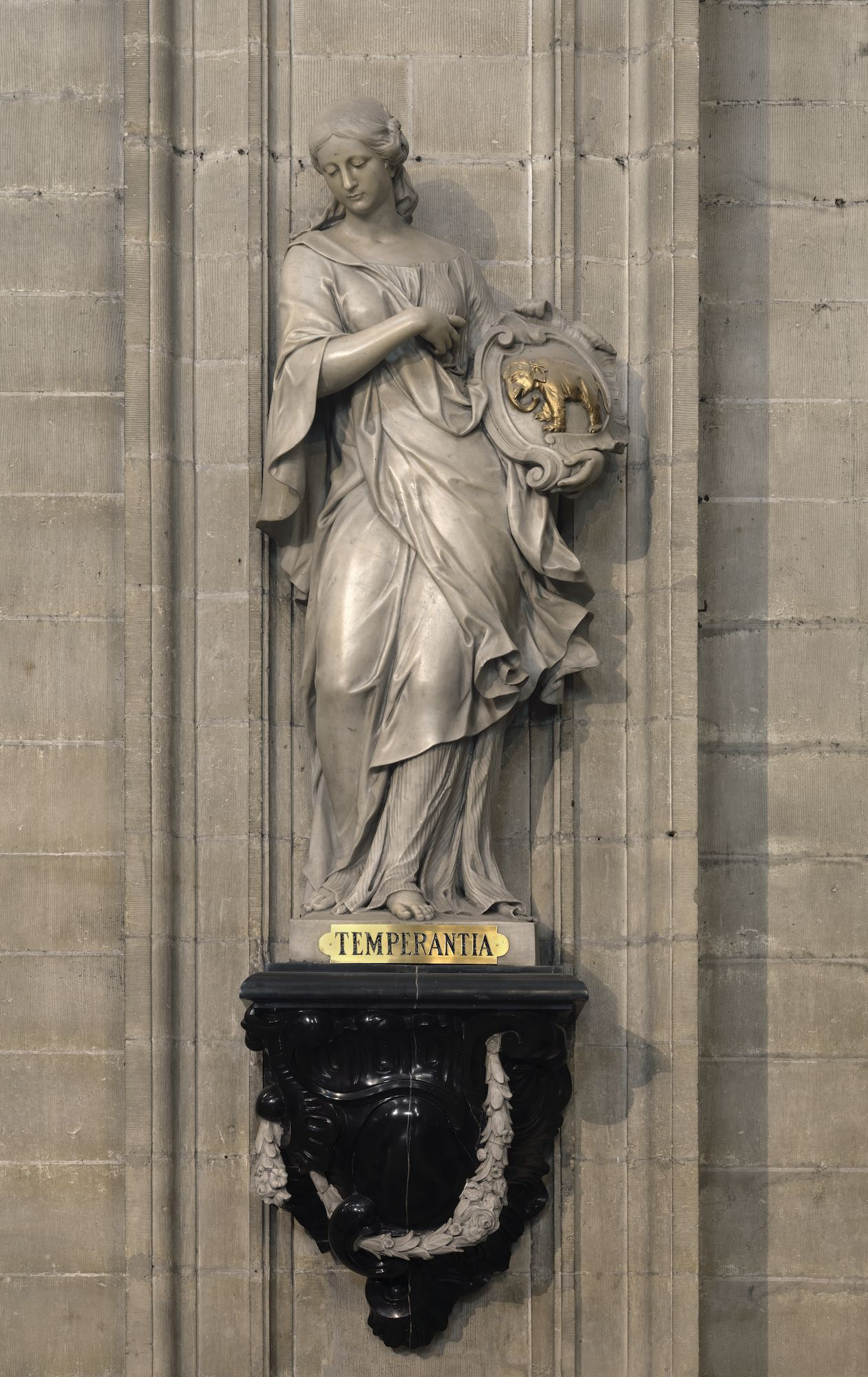
성 베드로 대수도원 (헨트)의 절제 상

"절제는 쾌락의 유혹을 완화하고 창조된 것들을 사용하는 데 균형을 제공하는 도덕적 미덕이다."
구약성경은 잠언에 나타난 바와 같이 절제를 핵심 미덕으로 강조한다. 신약성경도 마찬가지로 용서가 신학의 중심이며 자기 통제가 성령의 열매 중 하나이다. 기독교 신학에 관하여, 킹 제임스 성경은 갈라디아서 5:23에서 그리스어 ἐγκρατεία (enkrateia)를 "절제"로 번역하는데, 이는 자기 통제 또는 훈련을 의미한다.
토마스 아퀴나스는 절제를 포함한 아리스토텔레스의 미덕 목록을 채택하고 이를 바탕으로 자신의 체계를 구축했다. 그는 절제를 "열정을 묶는 마음의 성향"이라고 불렀다. 절제는 탐식의 죄와 싸운다고 여겨진다.
기독교 내에서 절제는 자기 통제와 유사한 미덕이다. 이는 삶의 모든 영역에 적용된다. 특히 아만파, 구질서 메노나이트, 보수적 메노나이트와 같은 교파에서 실천되는 것을 볼 수 있다. 절제는 쾌락에 대한 유혹과 욕망을 완화하고 "창조된 것들을 사용하는 데 균형을 제공하는" 미덕으로 간주된다.

## 현대 조직
절제의 가치는 보이 스카우트, 윌리엄 베넷, 그리고 벤저민 프랭클린과 같은 현대적인 출처에서도 여전히 장려된다. 철학은 특성 연구, 특히 금지 명령 연구와 미덕 목록화 및 체계화에 많은 교훈을 주었다.
긍정 심리학 이론가 집단은 절제를 용서, 겸손, 신중, 그리고 자기조절이라는 네 가지 주요 성격 강점을 포함하는 것으로 정의했다.

## 같이 보기
- 아파리그라하
- 금욕주의
- 기독교 윤리
- 도덕성
- 칠죄종
- 일곱 덕
- 소프로시네
- 덕 윤리학